# Emmanuel Boileau de Castelnau
Emmanuel Boileau de Castelnau (ur. 1857 w Nîmes, zm. 1923 w Montpellier) – baron, właściciel ziemski w rejonie Montpellier we Francji, alpinista. Z górami zetknął się po raz pierwszy w wieku 13 lat, wszedł wtedy m.in. na szczyt Pico de Aneto w masywie Maladeta w Pirenejach.
W 1874 spotkanie z Henrym Duhamelem zaowocowało planem wspólnej wyprawy w celu zdobycia szczytu La Meije w Alpach Delfinackich w roku następnym. Próba, podobnie jak szereg kolejnych, była nieudana, niemniej przy tych okazjach młody Emmanuel dokonał kilku innych pierwszych wejść w grupie Écrins.  W międzyczasie w 1876 E. Boileau de Castelnau poznał Pierre'a Gasparda (ojca), przewodnika górskiego z Saint-Christophe-en-Oisans. Wraz z nim 16 sierpnia 1877 r., w wieku 20 lat, dokonał pierwszego wejścia na Grand Pic de la Meije. Była to największa i ostatnia alpejska "zdobycz" Castelnau, który po tym jedynie raz krótko przebywał w Saint-Christophe i poświęcił się całkowicie gospodarce w swoim majątku.